# Lotsarna
Lotsarna eller Göteborg Speedwayklubb är en speedwayklubb i Göteborg. Klubben bildades 2007 och kör sina hemmamatcher på Skogsvallen i Nässjö. Under 2008 tävlar klubben i Division 2.